# Ron Harper (acteur)
 (juin 2018).
Pour les articles homonymes, voir Ron Harper et Harper.
Ronald Robert Harper dit Ron Harper est un acteur américain né le 12 janvier 1933 à Turtle Creek (Pennsylvanie) et mort le 21 mars 2024 à West Hills (Los Angeles).
Il est connu pour son rôle de l'astronaute Alan Virdon dans la célèbre série télévisée La Planète des singes en 1974.

## Biographie
Fils de Mabel Grace et George Harper, Ronald fait des études brillantes à l'université de Princeton après avoir reçu une bourse. Il développe un intérêt pour les arts dramatiques en jouant dans plusieurs pièces de théâtre et des comédies musicales. Dans les années 1950, il déménage pour New York afin d'étudier sous les auspices de Lee Strasberg.
Après son service militaire dans la Navy, il revient à New York et se lance dans une carrière d'acteur professionnel. En 1959, il obtient un petit rôle dans une pièce de théâtre où joue Paul Newman à Broadway. Dès lors, sa carrière est lancée. Il se rend à Hollywood où il obtient son premier rôle en 1960 pour une série de la chaîne NBC Tales of Wells Fargo, il enchaîne ensuite plusieurs apparitions dans des séries télévisées. Jouant peu au cinéma, la majeure partie de sa carrière se fera à la télévision notamment avec la série Commando Garrison et La Planète des singes dans les années soixante et soixante-dix.

## Filmographie sélective

### Cinéma
- 1971 : Temporada Salvaje de Myron J. Gold
- 1982 : Le Soldat (The Soldier) de James Glickenhaus : Directeur de la CIA
- 1997 : Seule face au danger (Below Utopia) de Kurt Voss : Jack Beckett

### Télévision
- 1955 : Kraft Television Theatre : rôle sans nom
- 1960 : Tales of Wells Fargo : Dan Haskell
- 1960 : Thriller : Jeune gangster
- 1960 : La Grande Caravane (The Wagon Train) : Lieutenant Bevins
- 1960 : Laramie : Lee Parkison
- 1961 : The Deputy : Jay Elston
- 1961 : The Tall Man : Adjoint Harry
- 1961 : Shotgun Slade : Adjoint Griff Blanchard
- 1961-1962 : 87th Precinct : Détective Bert Kling
- 1963 : Laramie : Stede Rhodes
- 1964-1965 : Wendy and Me : Jeff Conway
- 1966 : The Jean Arthur Show : Paul Marshall
- 1967-1968 : Commando Garrison (Garrison's Gorillas) : Lieutenant Craig Garrison
- 1969 : La Grande Vallée (The Big Valley) : Eric Abbott
- 1970 : Love, American Style : Vic
- 1971 : Cannon : Glen Ramsay
- 1972 : Love, American Style : rôle sans nom
- 1973 : Where the Heart Is : Steve Prescott
- 1974 : La Planète des singes (Planet of the Apes) : Alan Virdon
- 1975 : The Blue Knight : Bronski
- 1976 : Land of the Lost : Jack Marshall
- 1980 : Love of Life : Docteur Andrew Marriott
- 1980 : Another World : Taylor Halloway
- 1984 : Mike Hammer : Roger Peyton
- 1984 : Les Enquêtes de Remington Steele (Remington Steele) : Docteur Roger Chandler
- 1985-1987 : Capitol : Baxter McCandless
- 1988 : Amoureusement vôtre (Loving) : Charles Hartman